# Núi Brown (Bắc Carolina)
Núi Brown  là một sườn núi trũng thấp, trải dài khoảng 1,5 dặm (2,4 km) trong Rừng Quốc gia Pisgah gần Morganton, ở phía Tây Bắc Carolina, nằm trên biên giới của hai Quận Burke và Caldwell.
Kể từ ít nhất là đầu thế kỷ 20, những ánh sáng bí ẩn được gọi là Ánh sáng Núi Brown đã được nhìn thấy ở ngọn núi. Chúng là những quả bóng nhỏ xuất hiện không đều trên Núi Brown.